# Simen Rafn
Simen Rafn (Fredrikstad, 1992. február 16. –) norvég labdarúgó, a Fredrikstad hátvédje.

## Pályafutása
Rafn a norvégiai Fredrikstad városában született. Az ifjúsági pályafutását a helyi Fredrikstad akadémiájánál kezdte.
2010-ben mutatkozott be a Fredrikstad másodosztályban szereplő felnőtt keretében. 2016-ban a svéd Gefle, majd 2017-ben a Lillestrøm szerződtette. 2021. március 24-én az Aalesundhoz igazolt. Először a 2021. május 15-ei, Bryne ellen 2–1-re megnyert mérkőzésen lépett pályára. Első gólját 2022. október 2-án, a Viking ellen hazai pályán 2–1-es győzelemmel zárult találkozón szerezte meg.

## Statisztikák
2023. április 16. szerint
| Klub        | Szezon   | Osztály     | Bajnokság | Bajnokság | Kupa  | Kupa | Nemzetközi | Nemzetközi | Összesen | Összesen |
| Klub        | Szezon   | Osztály     | Meccs     | Gól       | Meccs | Gól  | Meccs      | Gól        | Meccs    | Gól      |
| ----------- | -------- | ----------- | --------- | --------- | ----- | ---- | ---------- | ---------- | -------- | -------- |
| Lillestrøm  | 2017     | Eliteserien | 29        | 2         | 5     | 1    | —          | —          | 34       | 3        |
| Lillestrøm  | 2018     | Eliteserien | 28        | 1         | 7     | 0    | 2          | 0          | 37       | 1        |
| Lillestrøm  | 2019     | Eliteserien | 32        | 1         | 2     | 0    | —          | —          | 34       | 1        |
| Lillestrøm  | 2020     | OBOS-ligaen | 24        | 1         | 0     | 0    | —          | —          | 24       | 1        |
| Lillestrøm  | Összesen | Összesen    | 113       | 5         | 14    | 1    | 2          | 0          | 129      | 6        |
| Aalesund    | 2021     | OBOS-ligaen | 25        | 0         | 1     | 0    | —          | —          | 26       | 0        |
| Aalesund    | 2022     | Eliteserien | 28        | 1         | 1     | 0    | —          | —          | 29       | 1        |
| Aalesund    | Összesen | Összesen    | 53        | 1         | 2     | 0    | 0          | 0          | 55       | 1        |
| Fredrikstad | 2023     | OBOS-ligaen | 2         | 0         | 0     | 0    | —          | —          | 2        | 0        |
| Összesen    | Összesen | Összesen    | 168       | 6         | 16    | 1    | 2          | 0          | 186      | 7        |

## Sikerei, díjai
Lillestrøm
- Norvég Kupa
  - Győztes (1): 2017

- Norvég Szuperkupa
  - Döntős (1): 2018

- OBOS-ligaen
  - Feljutó (1): 2020

Aalesund
- OBOS-ligaen
  - Feljutó (1): 2021